# Siemkowice (gemeente)
De gemeente Siemkowice is een landgemeente in het Poolse woiwodschap Łódź, in powiat Pajęczański.
De zetel van de gemeente is in Siemkowice.
Op 30 juni 2004 telde de gemeente 5112 inwoners.

## Oppervlakte gegevens
In 2002 bedroeg de totale oppervlakte van gemeente Siemkowice 97,4 km², waarvan:
- agrarisch gebied: 68%
- bossen: 29%

De gemeente beslaat 12,11% van de totale oppervlakte van de powiat.

## Demografie
Stand op 30 juni 2004:
| Omschrijving                   | Totaal | Totaal | Vrouwen | Vrouwen | Mannen | Mannen |
| ------------------------------ | ------ | ------ | ------- | ------- | ------ | ------ |
| eenheid                        | aantal | %      | aantal  | %       | aantal | %      |
| inwoners                       | 5112   | 100    | 2550    | 49,9    | 2562   | 50,1   |
| bevolkingsdichtheid (inw./km²) | 52,5   | 52,5   | 26,2    | 26,2    | 26,3   | 26,3   |

In 2002 bedroeg het gemiddelde inkomen per inwoner 1233,34 zł.

## Administratieve plaatsen (sołectwo)
Borki, Delfina, Ignaców, Katarzynopole, Kije, Laski, Lipnik, Lipnik-Kolonia, Łukomierz, Mokre, Ożegów, Pieńki, Radoszewice, Siemkowice, Zmyślona.

## Overige plaatsen
LIPNIK, Bugaj Lipnicki, Bugaj Radoszewicki, Marchewki, Mazaniec, Mierzanów, Mitno, Tondle.

## Aangrenzende gemeenten
Działoszyn, Kiełczygłów, Osjaków, Pajęczno, Wierzchlas